# Kozaški hetmanat
Zaporoški hetmanat  (ukrajinsko Гетьманщина, Hetmanščina, rusko Гетманщина, Hetmanščina), Zaporoška republika ali Kozaška republika (ukrajinsko Військо Запорозьке, Zaporoška vojska)  je bila ukrajinska kozaška republika, ki je nastala leta 1649 na ozemlju sedanje Ukrajine in manjšem delu zahodne Ruske federacije. Ozemlje je bilo pred tem v posesti poljsko-litovske Republike obeh narodov.
Hetmanat je ustanovil hetman Zaporoške vojske Bogdan Hmelnicki med vstajo proti poljsko-litovski Republiki obeh narodov  1648–1657. V sovjetskem, ukrajinskem in ruskem zgodovinopisju se za ustanovitev šteje vzpostavitev vazalnih odnosov hetmanata z ruskim carjem Aleksejem I., sklenjenih s Perejaslavskim sporazumom  leta 1654. Na drugi Perejaslavski skupščini so še bolj omejili neodvisnost hetmanata. Moskovska stran je poskušala razglasiti sporazume, sklenjene z Jurijem Hmelnickim leta 1659, za nič drugega kot "nekdanje sporazume Bogdana Hmelnickega iz leta 1654". Andrusovski sporazum iz leta 1667 je bil sklenjen brez zastopnika Kozaškega hetmanata. Rusija in Poljska sta z njim vzpostavili nove meje med državama, razpolovili hetmanat vzdolž Dnepra in postavili Zaporoško Seč pod skupno rusko-poljsko upravo. 
Po neuspelem poskusu Ivana Mazepe leta 1708, da bi prekinil zvezo z Rusijo, je bilo celotno ozemlje hetmanata vključeno v Kijevsko gubernijo, kozaška samouprava pa je bila zelo omejena. Carica Katarina Velika je leta 1764 ukinila položaj hetmana in v letih 1764-1781 Kozaški hetmanat vključila v provinco Mala Rusija na čelu z Pjotrom Romancevom. Leta 1781 je razpustila še zadnje ostanka upravnega sistema hetmanata. 

## Imena
Uradno ime Kozaškega hetmanata je bilo Zaporoška vojska (Військо Запорозьке, Vijs'ko Zaporoz'kе). Zgodovinopisni izraz Hetmanat (Гетьманщина, Het'manščina, Hetmanska država) je bil skovan v poznem 19. stoletju iz besede hetman – naslova generala Zaporoške vojske. Beseda Zaporožje, ki v ukrajinskem jeziku pomeni "onkraj brzic", se je nanašala na zgodovinsko in geografsko regijo v južni Ukrajini, osredotočeno okoli Zaporoške Seči. Zaporožje je lahko bilo tudi splošno ime ukrajinskih kozakov kot politične in vojaške organizacije. Prebivalci Kozaškega hetmanata so svoje ozemlje v ukrajinskem jeziku imenovali Ukrajina ali Vkrajina. 
V moskovski diplomatski korespondenci so hetmanat imenovali Mala Rusija (rusko Малароссия, Malorossija), v poljskih, osmanskih in arabskih virih pa Ukrajina ali Kozakija. Kozaški hetmanat je Osmansko cesarstvo imenovalo Država Ukrajina (Ukrayna memleketi).
Ustanovitelj hetmanata Bogdan Hmelnicki je v razgovoru s poljskim predstavnikom Adamom Kysilom februarja 1649  sam sebe naslavljal  "vladar rutenske države" ali "vladar ruske države". Njegov sodobnik, metropolit Silvester Kosiv, ga je priznal za "vodjo in poveljnika naše dežele". V pismu Konstantinu Șerbanu (1657) je Hmelnicki sam sebe naslovil  "Clementiae divinae Generalis Dux Exercituum Zaporoviensium".

## Zgodovina

### Ustanovitev
Po številnih uspešnih vojaških akcijah proti Poljakom je hetman Bogdan Hmelnicki na Božič 1648 zmagoslavno vstopil v Kijev, kjer so ga pozdravili kot osvoboditelja iz poljskega ujetništva. Februarja 1649 je Hmelnicki med pogajanji s poljsko delegacijo v Perejaslavu dal jasno vedeti, da želi biti ruski hetman Rutenije, ki se bo raztezala vse do Helma in Galiča, in da bo cilj ustvaril s tatarsko pomočjo. Opozoril jih je tudi, da vojaških akcij ne bo prekinil. 
Ko je poljska delegacija obvestila svojega kralja Ivana II. Kazimirja o novem pohodu Hmelnickega, je kralj sklical vso prostovoljno plemiško vojsko in redno vojsko takoj poslal proti kozakom v južno Volinijo. Ko je poljska vojska dobila sporočilo o premoči kozaške vojske, se je umaknila v Zbaraž in se pripravila na obrambo. Branilce Zbaraža so okrepile sile Jeremije Wiśniowieckega, ki je prevzel poveljevanje branilcev. Hmelnicki je mesto oblegal in ga nekajkrat napadel, kraljeva vojska, ki je hitela na pomoč oblegancem, pa je padla v kozaško zasedo. 
Hmelnicki je zatem del svoje vojske pod poveljstvom Ivana Černijata pustil v bližini Zbaraža, sam pa je s tatarskim kanom Islamom III. Gerajem odšel naproti novim poljskim okrepitvam in blokirat prehod čez reko v bližini Zboriva. Presenečeni kralj Ivan II. Kazimir se je začel pogajati s tatarskim kanom in ga pridobil na svojo stran. Vladarja sta Hmelnickega prisilila, da se je začel pogajati za mir in dosegla. da je avgusta 1649 podpisal Zborivski sporazum, s katerim je dobil nekaj manj kot je pričakoval na začetku svoje kampanje. 
Kot vladar hetmanata se je Hmelnicki lotil vzpostavljanja države: vojske, administracije, financ, gospodarstva in kulture. Pod svojo oblastjo je združil vse sfere ukrajinske družbe in poskušal vzpostaviti sistem z razvito vojaško in civilno upravo na čelu s kozaškimi častniki in rusinskimi plemiči kot državno elito.
V hetmanatu se je uporabljal poljski denar in poljščina kot jezik državne uprave in poveljevanja v kozaški vojski. Po sklenitvi Andrusovskega premirja leta 1667 se je začel uporabljati in v uradnih dokumentih pisati jezik preprostega prebivalstva (ukrajinsko проста мова, preprost jezik).

### Moskovski protektorat
Potem ko so krimski Tatari leta 1653 tretjič izdali kozake, je Hmelnicki spoznal, da se ne more več zanašati na njihovo podporo v uporu proti Poljski, in bil prisiljen poiskati pomoč v Ruskem carstvu. Pogajanja med Hmelnicim na čelu zaporoških kozakov in carjevim odposlancem Vasilijem Buturlinom so se začela januarja 1654 v Perejaslavu. Aprila sta delegaciji v Moskvi sklenili Perejaslavski sporazum, ki sta ga s kozaške strani podpisala Samijlo Bogdanovič-Zarudni in Pavlo Teterja, z ruske pa Aleksej Trubeckoj in Vasilij Buturlin. Zaporoška vojska je dobila avtonomen status hetmanata znotraj ruske države. Sporazum je bil povod za rusko-poljsko vojno 1654–1667.

### Ruina
Obdobje zgodovine hetmanata, znano kot ruina, ki je trajalo od leta 1657 do 1687, so zaznamovale nenehne državljanske vojne. Ko je Bogdan Hmelnicki leta 1657 umrl, je bil za njegovega naslednika izvoljen njegov šestnajstletni sin Jurij Hmelnicki. Sin ni bil le premlad in neizkušen, ampak so mu očitno manjkale tudi karizma in očetove vodstvenih sposobnosti.
Kot odgovor je bil na Svetu starešin za novega hetmana izvoljen Ivan Vigovski, generalni pisar hetmanata in svetovalec Bogdana Hmelnickega. Njegova izvolitev je povzročila široko nezadovoljstvo v zaporoški vojski, ki se je preko svojih odposlancev pritožila Moskvi. Rezultat pritožbe so bile nove volitve, na katerih je bil Generalnem vojaškem zboru ponovno izvoljen Ivan Vigovski. Izvolitev je v skladu s Perejaslavskim sporazumom potrdila tudi moskovska oblast. V Moskvo so še vedno prihajali odposlanci iz vseh delov hetmanata, ki niso priznavali avtoritete hetmana in širili govorice, da Moskva v resnici ne podpira kandidature Vigovskega. Vigovski je spoznal, da razmer ne obvladuje. Nezadovoljstvo se je nadaljevalo z uporom, ki sta ga vodila koševski ataman Jakiv Barabaš in poltavski polkovnik Martin Puškar. Spomladi leta 1658  je Vigovski prestopil Dneper in se s pomočjo Tatarov spopadel z vstajniki blizu Poltave. Med bitko je bil Puškar ubit in nadomeščen z novim polkovnikom, voditelji vstaje pa so bili ostro kaznovani. 
Po teh dogodkih sta Vigovski in vrhovni starešina menila, da so odnosi z Moskvo prekinjeni. Novoizvoljeni metropolit Dionizij Balaban je bil premeščen iz Kijeva v Čigirin. V hetmanatu so se začele agitacije proti Moskvi, v katerih je ukrajinska vlada obvestila prebivalstvo o mogočih represalijah, podobnih tistim v sosednjih beloruskih pokrajinah, ki jih je izvedla Rusija v vojni s poljsko-litovsko Republiko obeh narodov. Manifest o razveljavitvi zveze z Moskvo je bil poslan po vsej Evropi, predvsem zato, ker je podpiral prijateljske odnose s Poljsko in nasprotnike Moskve. Pogajanja s Švedsko so bila zaradi podpore Krimskega kanata zamrznjena, zato se je Vigovski odločil za obnovo pogajanj s Poljsko.
16. septembra 1658 so predstavniki Kozaškega hetmanata in Poljske v Gadjaču podpisali uradni dokument, s katerim naj bi Ukrajina postala tretja in avtonomna enota poljsko-litovske skupnosti pod suverenostjo poljskega kralja, vendar z lastno vojsko, sodstvom in državno blagajno. Sporazum, ki ga ja maja 1659 potrdila skupščina, ni bil nikoli realiziran, ker je bil med nižjimi sloji rusinske družbe nepriljubljen in sprožil več uporov. Vigovski je nazadnje odstopil s položaja hetmana in pobegnil na Poljsko. Za novega hetmana je bil ponovno izvoljen Jurij Hmelnicki, ki je podpisal na novo sestavljeni Perejaslavski sporazum. Novi sporazum je bil za hetmanat manj ugoden od prvega in je kasneje privedel do uvedbe kmetskih državljanskih pravic.
Rusko-poljska vojna se je končala leta 1667 s podpisom Andrusovskega premirja, ki je Kozaški hetmanat razpolovil vzdolž reke Dneper. Levobrežna Ukrajina je uživala nekaj avtonomije znotraj Ruskega carstva. Desnobrežna Ukrajina je ostala del Republike obeh narodov in bila v letih 1672 do 1699 nekajkrat pod okupacijo Osmanskega cesarstva. Hetman obeh Ukrajin je za nekaj časa postal Petro Dorošenko. Po izdaji Demijana Mnohohrišnega in novi poljski ofenzivi je Dorošenko sklenil zavezništvo z Osmanskim cesarstvom. Cesarstvo mu je podelilo oblast v Ukrajini v zameno za vojaško podporo v osmanskih vojnih operacijah. Visoka porta je leta 1669 izdala patent (berat, nişan), s katerim je Dorošenku podelila celo kozaško Ukrajino kot osmanski sandžak (provinca). Po porazu Osmanskega cesarstva v drugem obleganju Dunaja leta 1683 je Poljska uspela do leta 1690 povrniti Desnobrežno Ukrajino, razen Kijeva, in jo znova vključila med svoja vojvodstva. Uprava hetmanata je bila med letoma 1699 in 1704 ukinjena.

### Mazepovo obdobje
Obdobje ruine se je končalo, ko je bil leta 1687 za hetmana izvoljen Ivan Mazepa. Na tem položaju je ostal do leta 1708. Hetmanatu, ki je bil spet združen pod enim hetmanom, je prinesel stabilnost in razcvet, zlasti v literaturi in arhitekturi. Arhitekturni slog, ki se je razvil med njegovo vladavino, se je imenoval kozaški baročni slog.
Med njegovo vladavino je med Rusijo in Švedsko izbruhnila velika severna vojna. Zavezništvo Mazepe s carjem  Petrom I. je povzročilo velike izgube kozakov in rusko vmešavanje v notranje zadeve Hetmanata. Ko je car zavrnil obrambo Ukrajine pred poljskim kraljem Stanislavom Leščinskim, zaveznikom švedskega kralja  Karla XII. Švedskega, je Mazepa z nekaj zaporoškimi kozaki 28. oktobra 1708 prestopil na švedsko stran. Odločilna ruska zmaga v bitki pri Poltavi leta 1709 je pokopala vse Mazepove upe in švedske obljube po neodvisnosti zaporoških kozakov.
Po bitki pri Poltavi je avtonomija Hetmanata postala nominalna. Ustanovila se je Kijevska gubernija in ruska oblast je začela odstranjevati vse domnevne Mazepove zaveznike. Čistke so se končale z usmrtitvami kozakov v Lebedinu. Pod obtožbo izdaje je bilo v čistkah usmrčenih več kot 900 kozaških častnikov.

### Konec Zaporoške vojske
Med vladanjem carice Katarine II. Ruske je bila avtonomija Kozaškega hetmanata postopoma uničena. Po več prejšnjih poskusih je ruska vlada leta 1764 dokončno ukinila funkcijo hetmana: Njegove funkcije je prevzel Mali ruski kolegij in s tem Hetmanat v celoti vključil v Rusko cesarstvo.
Carica Katarina II. je 7. maja 1775 izdala neposreden ukaz, da je treba uničiti Zaporoško Seč. 5. junija 1775 sta ruska topništvo in pehota obkolila Seč in jo podrla do tal. Ruske čete so razorožile kozake in zaplenile zakladniški arhiv. Koševski otaman Petro Kalniševski je bil aretiran in zaprt v Solovecki samostan. Dogodki so pomenili konec zaporoških kozakov.

## Kultura
Kozaški hetmanat je sovpadal z obdobjem kulturnega razcveta v Ukrajini, zlasti med vladavino hetmana Ivana Mazepe.

### Šolstvo
Obiskovalci iz tujine so omenjali visoko stopnjo pismenosti v hetmanatu, tudi med običajnimi prebivalci. V hetmanatu je bilo več osnovnih šol na število prebivalcev kot v sosednjem Ruskem carstvu ali na Poljskem. V 1740. letih je od 1.099 naselij v sedmih poljskih okrožjih kar 866 naselij imelo osnovne šole. Nemški obiskovalec hetmanata je leta 1720 komentiral, kako je sin hetmana Danila Apostola, ki nikoli ni zapustil Ukrajine, tekoče govoril v latinskem, italijanskem, francoskem, nemškem, poljskem in ruskem jeziku. Pod Mazepo se je Kijevski kolegij spremenil v Akademijo in privabil več vodilnih učenjakov pravoslavnega sveta. Akademija je bila največja izobraževalna ustanova v deželah, ki jim je vladala Moskva. Mazepa je ustanovil kolegij tudi v Černigovu. Šole so poučevale večinoma v poljskem in latinskem jeziku in svojim učencem nudile klasično zahodno izobrazbo. Mnogo kijevskih študentov, med njimi tudi Feofan Prokopovič, se je kasneje preselilo v Moskvo, tako da pokroviteljstvo Ivana Mazepa ni dvigovalo ravni kulture samo v Ukrajini, ampak tudi v sami Moskvi. V Gluhivu, tedanji prestolnici hetmanata, je bila leta 1737 ustanovljena tudi Glasbena akademija. Med njenimi diplomanti sta bila Maksim Berezovski (prvi skladatelj iz Ruskega cesarstva, ki je bil priznan v Evropi) in Dmitrij Bortniški. 
Poleg tradicionalnih tiskarn v Kijevu so bile ustanovljene tiskarne tudi v Novgorod-Siverskem in Černigovu. Večina objavljenih knjig je bila verske narave. Peternik, na primer, je bila knjiga o življenju menihov Kijevsko-pečerske lavre. Tiskale so se tudi knjige o lokalni zgodovini. V knjigi, ki jo je leta 1674 napisal Inokentij Gizel, je bila prvič razvita in razdelana teorija o tem, da je bila Moskva naslednica starodavnega Kijeva.

### Religija
Leta 1620 je konstantinopelski ekumenski patriarh znova ustanovil Kijevsko metropolijo za vzhodne pravoslavne skupnosti, ki niso želele pristopiti k Brestlitovski uniji. Leta 1686 je Ukrajinska pravoslavna cerkev prešla iz pristojnosti konstantinopelskega patriarha v pristojnost moskovskega patriarha. Lokalni cerkveni voditelji so kljub temu pred in po tem datumu vodili politiko neodvisnosti. Hetman Ivan Mazepa je vzpostavil zelo tesne odnose z metropolitom Varlamom Jazinskim (vladal 1690–1707). Mazepa je Cerkvi dajala zemljišča, denar in cele vasi. Financiral je tudi gradnjo številnih cerkva v Kijevu, vključno s cerkvijo Bogojavljenja in stolnico sv. Mihaela z zlatimi kupolami. Obnovil je več starejših cerkva, med njimi stolnico Svete Sofije v Kijevu, zgrajeno v znanem ukrajinskem baročnem slogu, ki je do sredine 17. stoletja skoraj povsem propadla.

## Družba
Družbena struktura hetmanata je bila sestavljena iz petih skupin: plemstvo, kozaki, duhovščina, meščani in kmetje.

### Plemstvo
Tako kot na Poljskem je bilo tudi v hetmanatu plemstvo vladajoči družbeni razred, čeprav sta se njegova sestava in vir legitimnosti znotraj nove družbe močno spremenila. Med vstajo Bogdana Hmelnickega so poljski plemiči in polonizirani rusinski magnati zbežali z ozemlja hetmanata. Posledično je njihovo mesto zasedlo plemstvo, ki je ostalo na ozemlju hetmanata, zlasti stare plemiške družine, ki niso podlegle polonizaciji, in manj plemiči, ki so na kozaški strani sodelovali v vstaji proti Poljski, in pripadniki nastajajočega kozaškega častniškega razreda. Posesti pobeglih poljskih plemičev so bile prerazporejene, plemiči, zvesti hetmanatu, pa so obdržali svoje privilegije, zemljo in storitve kmetov. Stari plemiči in novi kozaški častniki so postali znani kot "ugledni vojaški tovariši" (značni vijs'kovi tovaryši). S tem se je narava plemiškega stanu bistveno spremenila. Plemstvo ni bilo več odvisno od starodavnega dedovanja, temveč od zvestobe hetmanatu. Sčasoma so kozaški častniški položaji in privilegiji postali tudi dedni in kozaški plemiški in častniški razred je pridobil ogromna zemljiška posestva, primerljiva s tistimi poljskih magnatov, ki so jih zamenjali in posnemali.
- Plemiško dekle
- Plemkinja
- Plemkinja
- Plemič

### Kozaki
Večina kozakov ni uspela vstopiti v plemiški stan in je nadaljevala svojo vlogo svobodnih vojakov. Kozaki nižjega ranga so pogosto zamerili svojim premožnejšim bratom in bili odgovorni za pogoste upore, zlasti med ruino, obdobjem nestabilnosti in državljanskih vojn v 17. stoletju. Zamere je Moskva pogosto izkoriščala. Zaporoška Seč je služila kot pribežališče za kozake, ki so pobegnili iz hetmanata, tako kot pred vstajo Hmelnickega.
- Kozaški polkovnik
- Kozaški stotnik
- Kozaški tajnik
- Kozaški vojak

### Duhovščina
V času hetmanata so iz Ukrajine izgnali rimskokatoliško cerkev in unijatsko duhovščino. "Črna" ali samostanska pravoslavna duhovščina je uživala zelo visok družbeni položaj in posedovala 17% zemlje hetmanata. Samostani so bili oproščeni davkov, kmetje pa niso bili vezani na samostane in so jim smeli odpovedati poslušnost. Pravoslavna hierarhija je postala tako bogata in močna kot najmočnejši plemiči. Tudi "bela" ali "poročena" pravoslavna duhovščina je bila oproščena plačila davkov. Duhovnikovi sinovi so pogosto vstopili v duhovščino ali v kozaško državno službo. Ni bilo redko, da so plemiči ali kozaki postali duhovniki in obratno.

### Meščanstvo
V hetmanatu je dvanajst mest uživalo Magdeburške pravice, s katerimi so imela samoupravo, sodišča, finance in davke. Premožni meščani so lahko v hetmanatu zasedali visoke položaje in celo kupovali plemiške naslove. Ker so bila mesta na splošno majhna (največji mesti Kijev in Nižin nista imeli več kot 15.000 prebivalcev), ta družbena skupina ni bila zelo pomembna v primerjavi z drugimi družbenimi skupinami.
- Mestno dekle
- Meščanka
- Meščan

### Kmetje
Kmetje so predstavljali veliko večino prebivalstva hetmanata. Čeprav je institucijo prisilnega dela kmetov znatno zmanjšala vstaja Hmelnickega, v kateri so bili iz države izgnani poljski zemljiški posestniki in magnati, so hetmanu zvesti plemiči, pa tudi pravoslavna cerkev pričakovali, da bodo kmetje ostali pod njihovim nadzorom in še naprej zagotavljajo svoje storitve. Po vstaji je bilo približno 50% obdelovalne zemlje v lasti kozakov ali svobodnih samoupravnih vasi, ki so jih nadzirali kmetje, 33% v lasti kozaških častnikov in plemičev, 17% pa v lasti Cerkve. Sčasoma so se posesti plemičev in častnikov začele povečevati na račun zemljišč, ki so jih imeli kmetje in podrejeni kozaki, kmetje pa so bili prisiljeni več dni delati za svojo zemljiško gospodo. Njihove obveznosti so bile kljub temu lažje kot pred vstajo. Kmetje do konca hetmanata niso bili nikoli povsem vezani na zemljiškega gospoda in so si pridržali pravico do selitve.
- Kmečko dekle
- Kmečko dekle
- Kmetica
- Kmet

## Upravne enote
Hetmanat je bil razdeljen na vojaško-upravna okrožja, imenovana polkovna okrožja, katerih število je bilo odvisno od velikosti ozemlja hetmanata. Leta 1649, ko je hetmanat posedoval Desnobrežno in Levobrežno Ukrajino, je imel šestnajst takšnih okrožij. Po izgubi Desnobrežne Ukrajine se je število okrožij zmanjšalo na deset. Polkovno okrožje je bilo razdeljeno na stotnije, ki so jih upravljali stotniki. Polki se imeli imena po krajevnem imenu svojega sedeža ali imenu svojega polkovnika. Število polkov se je spreminjalo, vendar ni bilo nikoli večje od 16. 
Prvi, ki je uvedel sistem polkov, je bil knez Ostafij Ružinski leta 1515. Ružinski je ustanovil dvajset polkov po 2.000 kozakov. Poljski kralj Štefan Báthory je leta 1576 število polkov zmanjšal na deset.

### Seznam polkov
| Polk           | Grb | Leta obstoja | Usoda                                        | Druge formacije | Komentar                      |
| -------------- | --- | ------------ | -------------------------------------------- | --------------- | ----------------------------- |
| Čigirinski     |     | 1625-1678    |                                              | 1704-1712       |                               |
| Čerkaški       |     | 1625-1686    | združen s Perejslavskim polkom               |                 |                               |
| Korsunski      |     | 1625-1712    |                                              |                 |                               |
| Bilocerkvanski |     | 1625-1712    |                                              |                 |                               |
| Kanivški       |     | 1625-1712    |                                              |                 |                               |
| Perejaslavski  |     | 1625-1782    |                                              |                 |                               |
| Kijevski       |     | 1625-1782    |                                              |                 |                               |
| Mirgorodski    |     | 1625-1782    |                                              |                 |                               |
| Ovruški        |     | 1648-????    |                                              |                 |                               |
| Irklijevski    |     | 1648-1648    | združen s Kropivniškim polkom                | 1658-1659       |                               |
| Sosniški       |     | 1648-1648    | združen s Černigovskim polkom                | 1663-1668       | združen s Černigovskim polkom |
| Černobilski    |     | 1648-1649    |                                              | 1651-1651       |                               |
| Borznajski     |     | 1648-1649    | združen s Černigovskim polkom                | 1654-1655       | združen s Nižinskim polkom    |
| Životivski     |     | 1648-1649    | združen z Viniškim polkom                    |                 |                               |
| Ignijski       |     | 1648-1649    | združen s Priluškim polkom                   |                 |                               |
| Hadiški        |     | 1648-1649    | združen s Poltavskim polkom                  |                 |                               |
| Zvjagelski     |     | 1648-1649    |                                              |                 |                               |
| Ostropilski    |     | 1648-1649    |                                              | 1657-1658       |                               |
| Podoljski      |     | 1648-1649    |                                              | 1657-1676       |                               |
| Ljubartovski   |     | 1648-1649    |                                              |                 |                               |
| Lisjanski      |     | 1648-1657    | razdeljen med več drugih polkov              |                 |                               |
| Braclavski     |     | 1648-1667    | združen z Viniškim poklom                    | 1685-1712       |                               |
| Viniški        |     | 1648-1667    | (Kalnik) združen s Čečelinskim polkom        |                 |                               |
| Umanski        |     | 1648-1675    |                                              |                 |                               |
| Pavološki      |     | 1648-1675    |                                              |                 |                               |
| Poltavski      |     | 1648-1675    |                                              |                 |                               |
| Lubniški       |     | 1648-1781    |                                              |                 |                               |
| Nižinski       |     | 1648-1782    |                                              |                 |                               |
| Priluški       |     | 1648-1782    |                                              |                 |                               |
| Černigovski    |     | 1648-1782    |                                              |                 |                               |
| Kropivniški    |     | 1649-1658    | razdeljem med Lubniški in Perejaslavski polk |                 |                               |
| Čečelniški     |     | 1650-1673    |                                              |                 |                               |
| Novgorodski    |     | 1653-1654    | združen z Nižinskim polkom                   | 1668-1668       | združen s Starodubskim polkom |
| Beloruski      |     | 1654-1659    |                                              |                 |                               |
| Pinsk-Turovski |     | 1654-1659    |                                              |                 |                               |
| Starodubski    |     | 1654-1782    |                                              |                 |                               |
| Kremenčuški    |     | 1661-1666    |                                              |                 |                               |
| Gluhivski      |     | 1663-1665    | združen z Nižinskim polkom                   |                 |                               |
| Zinkovski      |     | 1671-1782    | spremenil ime v Hadiaški polk                |                 |                               |
| Fastivski      |     | 1684-1712    | združen z Belocerkvanskim polkom             |                 |                               |
| Boguslavski    |     | 1685-1712    |                                              |                 |                               |

Prva polkovna okrožja so bila potrjena s Kurukovskim sporazumom leta 1625. Sporazum so sklenili Bilocerkvanski, Kanivski, Korzunski, Kijevski, Perejslavski in Čerkaški polk, vsi iz Kijevskega vojvodstva. S sklenitvijo Zborivskega sporazuma se je število polkov povečalo na 23 polkov. Leta 1667 je Andrusovsko premirje med Moskvo in poljsko-litovsko državo razdelilo Kozaški hetmanat po reki Dneper. V moskovski Levobrežni Ukrajini, vključno s Kijevom, je ostalo deset polkov, v poljsko-litovski Desnobrežni Ukrajini pa šest polkov. 
Prestolnica hetmanata se je po sklenitvi Andrusovskega premirja leta 1669 preselila iz Čigirina v  Baturin, ker je Čigirin ostal v poljsko-litovskem delu hetmanata. Po pokolu v Baturinu, ki ga je leta 1708 izvedla ruska vojska pod poveljstvom kneza Aleksandra Daniloviča Menšikova, je bilo ozemlje vključeno v Kijevsko gubernijo. Hetmanova rezidenca je uradno postal Gluhov. 
V hetmanatu se je kot uradni jezik državne uprave in celo v vojaškem poveljevanju pogosto uporabljala poljščina.
V letih 1764–1765 sta bila tako Kozaški hetmanat kot Svobodna Ukrajina likvidirana in spremenjena v Malorusko in Svobodno Ukrajinsko gubernijo. Na ozemlju Zaporoške Seči je bila ustanovljena Novoruska gubernija. Generalni gubernator vseh ukrajinskih ozemelj je postal Pjotr Rumjancev-Zadunajski.

## Vlada

### Vodja države
Vrhhovna državna oblast je pripadala Generalnemu kozaškemu (vojaškemu) svetu, medtem ko je funkcijo vodje države opravljal hetman. Obstajalo je tudi pomembno svetovalno telo Svet častnikov  (Staršina). Hetmana je sprva izbral Generalni svet, sestavljen iz vseh kozakov, meščanov, duhovščine in celo kmetov. Konec 17. stoletja je postala vloga hetmana bolj ceremonialna. Izbiral ga je Svet častnikov, hetmanat pa se je spremenil v avtoritarno državo. Po bitki pri Poltavi leta 1709 je moral nominacijo hetmana potrditi car. Hetmanov mandat je trajal do smrti ali odstavitve na zahtevo Generalnega kozaškega sveta. 
Hetmanov urad je imel popolno oblast nad državno upravo, sodstvom, financami in vojsko. Njegov kabinet je deloval hkrati kot generalštab in kot kabinet ministrov. Hetman je imel tudi pravico voditi zunanjo politiko, čeprav je to pravico v 18. stoletju Moskva vse bolj omejevala.
Polkovna okrožja v hetmanatu so upravljali polkovniki, ki so imeli na svojem ozemlju dvojno vlogo vrhovne vojaške in civilne oblasti. Sprva so ga izvolili kozaki tega polkovnega okrožja, od 18. stoletja pa je polkovnike imenoval hetman. Po letu 1709 je polkovnike pogosto izbirala Moskva. Osebje vsakega polkovnika je bilo sestavljeno iz kvartirmojstra (drugi poveljujoči častnik), sodnika, kanclerja, pribočnika in zastavonoše.
Skozi 18. stoletje se je se je lokalna avtonomija hetmanata postopoma rušila. Po baturinski tragediji je bila avtonomija hetmanata ukinjena, hetmanat pa je bil vključen v Kijevsko gubernijo. Po bitki pri Poltavi so hetmani, ki jih je izvolil oficirski svet in potrdil car, služili so bolj kot vojaški administratorji in imeli malo vpliva na domačo politiko. Car je pogosto imenoval tudi polkovnike polkovnih okrožij.

### Prvi Maloruski kolegij
Leta 1722 se je vladna služba, odgovorna za hetmanat, prenesla s Kolegija za zunanje zadeve na Cesarski senat. Istega leta je bila avtoriteta hetmana spodkopana tudi z ustanovitvijo Maloruskega kolegija. Kolegij, sestavljen iz šest ruskih vojaških častnikov, službujočih v hetmanatu, je deloval kot vzporedna vlada. Njegova naloga je bila očitno zaščititi pravice kmetov kozaških častnikov pred njihovo represijo. Predsednik kolegija je bil brigadir Štefan Veljaminov. Kozaki so se na ustanovitev kolegija odzvali z izvolitvijo Pavla Polubotoka za svojega hetmana. Novega hetmana, nasprotnika reform in izvoljenega brez carjeve odobritve, so aretirali. V zaporu je umrl. Maloruski kolegij je deloval do leta 1727, ko je bil za hetmana izvoljen Danilo Apostol.
Leta 1659 je bil sprejet zakon z osemindvajset členi, ki je urejal odnose med hetmanatom in Rusijo, in veljal do razpustitve hetmanata. Po izvolitvi za hetmana je novi sklop Perejaslavskih členov podpisal Danilo Apostol. Novi dokument, znan po 28 avtoritativnih odlokih, je določal:
- Hetmanat ne sme voditi svojih zunanjih odnosov, čeprav bi se lahko o obmejnih vprašanjih neposredno sporazumeval s Poljsko, Krimskim kanatom in Osmanskim cesarstvom, če ti sporazumi ne bi nasprotovali ruskim sporazumom.
- Kanat lahko obdrži deset svojih polkov in samo tri polke najemnikov.
- V vojnem času so kozaki dolžni služiti carju pod poveljstvom rezidenčnega ruskega poveljnika.
- Ustanovi se sodišče s tremi kozaškimi in tremi ruskimi imenovanci.
- Rusi in drugi neukrajinski zemljiški posestniki smejo ostati v hetmanatu, novih kmetov s severa pa se ne sme pripeljati.[37]

### Drugi Maloruski kolegij
Leta 1764 je carica Katatina II. ukinila funkcijo hetmana in jo nadomestila z Drugim Maloruskim kolegijem, ki je bil transformacija Maloruskega prikaza – urada za ukrajinske notranje zadeve, podrejenega veleposlaništvu ruske carstva. Kolegij so sestavljali štirje ruski in štirje kozaški predstavniki na čelu s predsednikom Pjotrom Rumjancevim, ki so previdno, a odločno odpravili ostanke lokalne avtonomije. Leta 1781 so polkovni sistem razpustili in Maloruski kolegij ukinili. Dve leti pozneje so omejili tudi svobodo gibanja kmetov, s čimer je bil proces uvedbe tlačanstva zaključen. Kozaški vojaki so bili vključeni v rusko vojsko, kozaški častniki pa so dobili status ruskih plemičev. Po ustaljeni praksi drugje v Ruskem carstvu so bile Cerkvi odvzete zemljiške posesti, ki niso bile majhne, saj so v hetmanatu samostani posedovali kar 17% zemlje. Cerkvene posesti so razdelili med plemstvo. Hetmanat je bil reorganiziran v tri ruske gubernature z enako upravo kot drugod po Ruskem carstvu.

### Zunanja politika

#### Bogdan Hmelnicki
Bogdan Hmelnicki je za novo ustvarjeno ukrajinsko kozaško državo načrtoval večsmerno zunanjo politiko. Hetman in njegovi sodelavci so začeli razmišljati o tem ali naj bo nova država neodvisna ali zaveznica kakšne druge države. Zavezništvo s Poljsko ni prišlo v poštev zaradi katoliške vere in stalnih vpadov v hetmanat. Druga izbira je bil protikatoliški blok pravoslavnih in protestantskih držav, ki je vključeval Moskvo, Moldavijo, Vlaško, Transilvanijo in Švedsko. Tretja možnost je bila vključitev v poljsko-litovsko Republiko obeh narodov kot enakopraven tretji partner. Mogoča je bila tudi vključitev hetmanata v osmansko interesno sfero, podobno kot Vlaška, Transilvanija, Moldavija in Krimski kanat. Nazadnje je Hmelnicki razvil tudi možnost izmikanja poljsko-litovski zvezi proti Moskvi in Donskim kozakom, ali pridružitve Poljski in Beneški republiki proti Osmanskemu cesarstvu.
V prvih dneh vstaje je Hmelnicki dobil vojaško podporo Krimskega kanata, ki je bila ključna za odpor proti poljskim pritiskom na hetmanat. Krimski Tatari so se izkazali za nezanesljivega zaveznika, ker so njihova dejanja preprečila več zmag kozakov v potencialno odločenih bitkah. Krimskemu kanatu je bilo v interesu, da se kozaška vstaja ohrani pri življenju, ker je slabila moč Poljske, močna rivalska ukrajinska država pa za kanat ni bila zaželena.
Hmelnicki je od samega začetka vstaje pozival na pomoč tudi Moskvo, vendar od nje skoraj šest let ni dobil nobene vojaške pomoči. Od jeseni 1648 do pomladi 1651 se je Hmelnicki pogosto dopisoval z Osmani, od katerih je dobival samo nejasne obljube za vojaško pomoč. Hetman je večkrat prosil sultana, naj ga sprejme za svojega vazala, vendar izrecnega priznanja nikoli ni dobil. Sultan se je namreč dobro zavedal, da bi mu moral kot vazalu zagotoviti mir in zaščito. Do leta 1653 je Hmelnickemu postalo jasno, da od sultana ne more pričakovati nobene podpore. Korespondenco z osmanskim sultanom je poskušal izkoristiti v pogajanjih z Moskvo, da bi ga sprejela kot hetmana pod svojo suverenost. Marca 1654 je bil končno podpisan Perejaslavski sporazum, s katerim je Ukrajina dobila Rusko zaščito kot avtonomna kneževina. Sporazum je bil hkrati povod za poljsko-rusko vojno. Hmelnicki je kljub sporazumu nadaljeval dopisovanje z Osmanski cesarstvom in ga poskušal spreti z Ruskim carstvom.

#### Vigovski in Dorošenko
Po smrti Bogdana Hmelnickega leta 1657   je Ukrajina postala bolj nestabilna, kar je privedlo do sporov med propoljsko in prorusko frakcijo kozakov. Leta  1658 se je hetman Ivan Vigovski sklenil Gadjaški sporazum s katerim naj bi se ustanovila tristrankarska skupnost narodov, v kateri bi imeli enakopraven položaj Kraljevina Poljska, Velika litovska kneževina in Kozaški hetmanat kot "Velika kneževina Rutenija". Po padcu Vigovskega je načrt propadel in spori v Kozaškem hetmanatu so se nadaljevali. Od leta 1660 je bil hetmanat z Andrusovskim sporazumom  sporazumom med Poljsko in Moskvo razdeljen po reki Dneper na Levobrežno (rusko) in Desnobrežno (poljsko) Ukrajino.  Obe sili sta pri delitvi Ukrajine po Dnepru popolnoma zanemarili ukrajinske interese. Leta 1663 so se kozaki ponovno uprli Republiki obeh narodov. Leta 1665 je s pomočjo Tatarov na oblast prišel hetman Petro Dorošenko in upal, da bo Ukrajino osvobodil ruske in poljsko-litovske nadoblasti. Naslednje leto je Dorošenko nadaljeval kozaško dopisovanje z Osmanskim cesarstvom.
Osmansko cesarstvo je Andrusovsko premirje dojemalo kot grožnjo in se začelo bolj aktivno vključevati v politiko v regiji. Dorošenko je 8. junija 1668 postal hetman cele Ukrajine in se vrnil k ideji, da bi Ukrajino postavil pod osmansko zaščito, vedoč, da bo težko preživeti. Sledila so pogajanja, na katerih sta se obe strani strinjali, da pride v Kodak  1.000 janičarjev in da Ukrajini ne bo treba plačevati nobenih davkov. Dorošenko je pripravil tudi 17 členov, na podlagi katerih bi bil pripravljen sprejeti osmansko zaščito.  24. decembra 1668 sultanu poslal pismo s predlogi, ki jih je do junija 1669 potrdila Visoka porta. Ko je Skupnost obeh narodov poskušala uničiti Dorošenka in zavzeti hetmanat, je Osmansko cesarstvo leta 1672 napovedalo vojno in krenilo proti severu v Kamianets-Podilski, kjer so bili Dorošenkovi kozaki in krimski Tatari. Po vojni so Osmani podpisali sporazum z Republiko obeh narodov, s katerim je prišlo Podolje  pod osmansko oblast. Zaradi nenehnih bojev z Republiko je Osmansko cesarstvo s Karlovškim mirovnim sporazumom Podolje prepustilo Republiki.
Leta 1674 je v hetmanat vdrla ruska vojska in oblegala prestolnico Čigirin. Osmansko cesarstvo in Krimski kanat sta proti njim poslala svojo vojsko. Rusi so se še pred prvim spopadom umaknili, Osmani pa so napadli in izropali vsa naselja, ki so bila naklonjena Moskvi. Dorošenko se je dve leti kasneje predal Rusom.
Čeprav so imeli Osmani, Poljaki in Rusi dokaze, da je Kozaški hetmanat prisegel zvestobo več stranem hkrati, "so se odločili pretvarjati, da se ne zavedajo te dvoličnosti".  Osmani svojega položaja v Ukrajini niso utrdili z močno vojaško prisotnostjo, ker je obmejni varovalni pas ustrezal njihovim interesom.  Kozaški hetmanat so obravnavali različno. Pod Hmelnickim so ga imeli za ejalet (pašaluk), pod Dorošenkom pa so ga do junija 1669 imenovali sandžak (provinca). Imenovali so ga tudi Ukraniya memleketi (dežela Ukrajina). Zgodovinar Viktor Ostapčuk trdi, da se glavarina (haraç) v islamskem slogu Ukrajini ni nikoli vsiljevala in se je o njej le bežno razpravljalo, zato se hetmanata, tehnično gledano, ne more šteti za osmansko entiteto. Odnos med državama je bil bolj podoben vazalnemu, vendar ne v klasičnem srednjeveškem smislu, ampak kot odnos podložnika in suverena z dogovorjenimi vzajemnimi obveznostmi, predvsem vojaškimi in fiskalnimi.